# Đorđe Gagić
Đorđe Gagić (serbisch-kyrillisch Ђорђе Гагић; * 28. Dezember 1990 in Benkovac, SR Kroatien) ist ein serbischer Basketballspieler. Der serbische Nationalspieler spielte bis 2015 in seiner Heimat, wo er mit dem vormaligen Serienmeister KK Partizan Belgrad zwei Meisterschaften gewann sowie den Titelgewinn in der ABA-Liga 2012/13. Bei der EM-Endrunde 2013 war Gagić erstmals auch in einem Endrundenkader der Herren vertreten. 2015 verließ er Partizan und spielt nach einer Station in der Türkei in der Saison 2015/16 für Enel Brindisi in Italien.

## Karriere
Gagić spielte in seiner Jugend für verschiedene Vereine in Belgrad sowie in Novi Sad, bevor er von KK Roter Stern Belgrad Ende 2009 in die Herrenmannschaft des Vereins Mornar im montenegrinischen Bar wechselte. Hier spielte er unter anderem auch mit dem später in Deutschland aktiven, gleich alten Vladimir Mihailović zusammen. International war man in der Balkan International Basketball League (BIBL) aktiv, in der die Mannschaft jedoch 2010 gegen den nationalen Konkurrenten KK Lovćen Cetinje den Einzug in das Final-Four-Turnier dieses Wettbewerbs verpasste. Ein Jahr später gelang der Mannschaft ohne Mihailović, der in die montenegrinische Hauptstadt Podgorica zu Serienmeister KK Budućnost gewechselt war, doch noch der Einzug in das Final Four der BIBL, bei dem man im Halbfinale jedoch dem Gastgeber und späteren Titelgewinner KK Feni Industries aus Mazedonien unterlag. In der Play-off-Finalserie der montenegrinischen Meisterschaft blieb man ohne eigenen Sieg gegen den erneut überlegenen Titelverteidiger KK Budućnost. Zur Saison 2011/12 kehrte Gagić nach Serbien zurück und spielte in Vršac für Vizemeister KK Hemofarm. Dessen Namenssponsor gab jedoch noch während der Saison das Ende seiner langjährigen Tätigkeit bekannt und nach dem drittletzten Platz in der supranationalen Adriatischen Basketballliga (ABA-Liga) verpasste die Mannschaft auch national den Sprung in die Play-offs um die Meisterschaft.
Zur folgenden Saison 2012/13 wechselte Gagić zum serbischen Serienmeister KK Partizan zurück in die Hauptstadt, die unter Trainer-Rückkehrer Duško Vujošević weiter verjüngt worden war. Im höchstrangigen europäischen Vereinswettbewerb EuroLeague 2012/13 verlor die Mannschaft das entscheidende letzte Gruppenspiel um den Einzug in die Zwischenrunde erst nach Verlängerung gegen den deutschen Meister Brose Baskets. In der ABA-Liga 2012/13 konnte sich Partizan als Hauptrundenvierter beim Final-Four-Turnier den Titel zurückholen und gewann auch die Finalserie der Meisterschaft gegen den Lokalrivalen KK Roter Stern. Nach der Niederlage im Pokalfinale gegen den gleichen Gegner, bei der Partizan den sechsten Double-Erfolg in Serie verpasste, deutete sich jedoch an, dass mit Roter Stern dem Serienmeister auch auf nationaler Ebene wieder ein ernsthafter Konkurrent erwachsen war. Nachdem Gagić bei der Sommer-Universiade 2013 mit der serbischen Studentenauswahl eine Bronzemedaille gewonnen hatte, war er auch bei der anschließenden EM-Endrunde 2013 erstmals im serbischen Nationalkader vertreten, wobei das Nachwuchstalent hinter Nenad Krstić und Raško Katić zunächst als Ergänzungsspieler eingeplant war. Serbien verlor das Viertelfinale deutlich gegen den schwach in das Turnier gestarteten Titelverteidiger Spanien und erreichte in den Platzierungsspielen nach einem abschließenden Sieg über Italien noch den siebten Platz und letzten europäischen Startplatz für die WM-Endrunde im folgenden Jahr. In der EuroLeague 2013/14 reichte es für Partizan am Ende der Vorrunde diesmal knapp auf Basis des besseren direkten Vergleichs zum Einzug in die Zwischenrunde der 16 besten Mannschaften. In dieser zweiten Gruppenphase gelangen der Mannschaft in erweiterten Gruppen jedoch nur vier Siege in 14 Spielen, darunter ein Heimsieg gegen den deutschen Vertreter FC Bayern München. Nachdem der Titel in der ABA-Liga im Halbfinale verloren wurde, konnte die Mannschaft den Meistertitel gegen den erneuten Pokalsieger Roter Stern nur dank eines furios aufspielenden Bogdan Bogdanović verteidigen, der jedoch anschließend wie viele seiner Landsleute zuvor ins Ausland wechselte. Nach der verpassten Finalteilnahme in der ABA-Liga spielte Partizan im Eurocup 2014/15, in dem die Mannschaft nach nur drei Siegen in zehn Spielen nach der Vorrunde ausschied. Anfang Februar 2015 erzwang Gagić die Vertragsauflösung bei Partizan wegen ausstehender Gehaltszahlungen und wechselte in die Türkiye Basketbol Ligi zu Royal Halı aus Gaziantep. Die Mannschaft vom slowenischen Trainer Jure Zdovc verpasste am Saisonende auf dem zehnten Platz jedoch knapp den Einzug in die Play-off-Finalrunde um die türkische Meisterschaft.
Zur Saison 2015/16 wechselte Gagić in die italienische Lega Basket Serie A zu Enel aus Brindisi, die nach der Teilnahme an der EuroChallenge in der Vorsaison nun auch erstmals im Eurocup 2015/16 international spielten. Von zehn Vorrundenspielen konnte die Mannschaft jedoch nur zwei gewinnen und verlor unter anderem je zweimal gegen die deutschen Vertreter Alba Berlin und MHP Riesen Ludwigsburg.
Seit 2017 spielt er für Lietkabelis in Lithuania.